# جوليت جوجليا
جوليت جوجليا (بالإنجليزية: Juliette Goglia)‏ هي ممثلة أمريكية، ولدت في 22 سبتمبر 1995 بلوس أنجلوس في الولايات المتحدة. بدأت مشوارها المهني سنة 2003.

## أعمال

### أفلام
- (2004)  الفيلم
- (2005) تشيبر باي ذا دوزن 2[5]
- (2009) فايرد أب
- (2010) ايزي ايه[6][7]

### مسلسلات
- ربات بيوت يائسات
- رجلان ونصف
- التحقيق في موقع الجريمة
- فيرونيكا مارس
- هانا مونتانا

## وصلات خارجية
- جوليت جوجليا على موقع IMDb (الإنجليزية)
- جوليت جوجليا على موقع ألو سيني (الفرنسية)
- جوليت جوجليا على موقع ميوزك برينز (الإنجليزية)
- جوليت جوجليا على موقع أول موفي (الإنجليزية)
- جوليت جوجليا على موقع قاعدة بيانات الأفلام السويدية (السويدية)
- جوليت جوجليا على موقع قاعدة بيانات الفيلم (الإنجليزية)
- جوليت جوجليا على موقع كينوبويسك (الروسية)